# Eulogiusz (Smirnow)
Eulogiusz, imię świeckie Jurij Wasiljewicz Smirnow, Юрий Васильевич Смирнов (ur. 13 stycznia 1937 w Kemerowie, zm. 22 lipca 2020 w Moskwie) –
biskup Rosyjskiego Kościoła Prawosławnego.

## Życiorys
Urodził się w wielodzietnej rodzinie robotniczej. Po ukończeniu szkoły średniej rozpoczął naukę w seminarium duchownym w Moskwie, które ukończył w 1959. W latach 1956–1960 był hipodiakonem patriarchy moskiewskiego Aleksego I. Wiosną 1960 wstąpił do ławry Troicko-Siergijewskiej, jednak już jesienią tego samego roku musiał czasowo opuścić wspólnotę w celu odbycia służby wojskowej. Po powrocie ze służby, jaką odbywał w Wyborgu, wrócił do wykonywania obowiązków hipodiakona Aleksego I, zaś 15 marca 1965 przełożony Ławry archimandryta Platon (Łobankow) przyjął od niego wieczyste śluby zakonne, nadając mu imię zakonne Eulogiusz. 21 marca tego samego roku mnich Eulogiusz otrzymał święcenia diakońskie z rąk metropolity krutickiego i kołomieńskiego Pimena.
Kontynuował studia teologiczne w Moskiewskiej Akademii Duchownej, które ukończył w 1966. Został następnie zatrudniony w akademii w katedrze homiletyki. Wykładał również w seminarium duchownym, którego był absolwentem. 19 października 1969 patriarcha Moskwy i całej Rusi Aleksy I udzielił mu święceń kapłańskich. 7 kwietnia roku następnego otrzymał godność ihumena, zaś trzy lata później – archimandryty. Od tego roku wykładał w Moskiewskiej Akademii Duchownej liturgikę oraz teologię praktyczną i pastoralną. Od 1975 posiadał tytuł naukowy docenta, od 1977 – magistra, zaś od 1978 – profesora historii Cerkwi. W tym samym roku stanął na czele katedry historii bałkańskich Kościołów prawosławnych w akademii moskiewskiej.
Po odzyskaniu przez Rosyjski Kościół Prawosławny Monasteru Daniłowskiego jako pierwszego klasztoru w Moskwie, stanął na czele wspólnoty monastycznej, które to zadania spełniał od 1983 do 1986. W roku tym został prorektorem Moskiewskiej Akademii Duchownej. 13 sierpnia 1988 powierzono mu ponadto funkcję przełożonego Pustelni Optyńskiej. 
Patriarcha Moskwy i całej Rusi Aleksy II, w porozumieniu ze Świętym Synodem Rosyjskiego Kościoła Prawosławnego, 27 października 1990 nominował go na biskupa włodzimierskiego i suzdalskiego. Uroczysta chirotonia biskupia miała miejsce 11 listopada tego samego roku. W latach 1990–1995 stał na czele komisji ds. monasterów przy soborze biskupów Cerkwi rosyjskiej.
Od 25 lutego 1995 arcybiskup. W 2013 otrzymał godność metropolity w związku z utworzeniem metropolii włodzimierskiej. W 2018 r. został przeniesiony w stan spoczynku.
Zmarł w 2020 r.